# Nymula phillone
Nymula phillone är en fjärilsart som beskrevs av Jean Baptiste Godart 1824. Nymula phillone ingår i släktet Nymula och familjen Riodinidae. Inga underarter finns listade i Catalogue of Life.